# Волк (фильм, 2009)
Волк — французский фильм Николя Ванье, выпущенный в 2009 году, который основан на одноимённом романе того же автора, опубликованного в 2008 году.
Фильм снят в «дань уважения Эвенам», по словам режиссёра, который встретил их во время своего путешествия в Сибири.

## Сюжет
Сергей — эвенский кочевник-оленевод. Он живёт в горах Восточной Сибири. В молодости его отец посылает его содержать и защищать стадо от волков, их большое стадо из 3000 северного оленя из клана Батагай, традиция разведения этого народа.
По поручению своих людей Сергей затем отправился выполнять свою миссию в этом районе Сибири, чтобы встретиться с волками.
Фильм начинается с битвы между Николаем, хранителем оленьего стада и вождём чётного клана в Сибири, и стаей волков, атакующей оленей. Сергей, ещё ребёнок, наследник и сын Николая, находится со своим отцом и становится свидетелем драки. Сергей и волки будут связаны навсегда.
Это исключительный день для Сергея: его клан отмечает его вступление во взрослую жизнь. У эвенов, кочевого народа Сибири, стать мужчиной означает показать остальному клану, что он способен защитить стадо оленей своего племени от наследственного врага — волков. Но с первой ночи Сергей предает. Ведомый волком и её четырьмя волчонками, он не может заставить себя хладнокровно убить этих безобидных малышей, кормящихся грудью своей матери.
Член клана Владим разочарован и завидует тому, что его не выбрали на место Сергея.
Настасья, дочь вождя соседнего клана Сергея и друга детства, сожалеет, что не нашла Сергея по приезде. Поэтому она решает отправиться на поиски его в горы, где он должен охранять стадо, жизненно важное для его народа. Сергей, который давно его ждал, должен был быть счастлив, но боялся за «своих» волков, потому что Алексеев и Владим следят за стадом в его отсутствие.
Сергей преждевременно возвращается в свой лагерь, но проявит больше интереса к своей миссии, чем к Настасье. Он возвращается, чтобы найти своих волчат и называет их: Байкал, Анушка, Камар, Китник, Вулка и Торок.
Настасья возвращается и удивляет Сергея, который подходит к волчатам и пытается их погладить. Она выходит из себя: это угроза для её клана, и она решает уйти. Когда наступает буря, она решает остаться в лагере с Сергеем.
Николай присоединяется к Сергею, чтобы сообщить ему о наличии следов волков. Настасья, к удивлению Сергея, защищает юношу от отца.
Приближается зима, миссия завершена: стадо сохранилось. Однако следы волков стали более заметны. Николай обнаруживает эти следы и решает послать Владима убить волков. У Владима не получается, ветер стёр следы.
Волки охотятся и нападают на убегающее из загона стадо. Отец Сергея осознает свою ложь и больше не доверяет ему, но Сергей по-прежнему отказывается убивать «своих» волков. Увы, волки пытаются убить оленя, последний вынужден стрелять в «своих» волков, убивая Байкала.
Встревоженный Николай идёт навстречу Сергею, который показывает ему труп волка, но также обнаруживает его привязанность к стае волков… Обезумевший Сергей хочет извиниться перед волками, но лидер стаи Торок проваливается в замерзшее озеро. Два товарища спасают друг друга: Сергей ныряет, чтобы спасти Торока, который согревает его на берегу и спасает ему жизнь.
Сергей решает увести всю «свою» стаю на далекую равнину, которая позволит им жить, не угрожая стаду.
Сергей возвращается в деревню и лжёт, говоря, что волки мертвы. Николай подозревает, что это не так, но ничего не говорит. Настасья и Сергей женятся, делясь своим секретом.
Пока Мужук, деревенский староста, слышит волков, клан отправляется на охоту. Пока Владима преследуют волки, Сергей спасает его, не причинив вреда зверям. Клан возвращает все 6 волков: они не собственность Сергея.
Тогда жизнь клана изменится и продолжит своё существование в гармонии в горах с оленями и волками. Но их подстерегает другая опасность: вырубка леса другими людьми.

## В ролях
- Николя Бриуде — Сергей
- Пом Клементьефф — Настасья
- Мин Мэн Ма — Николай
- Ванта Талисман — Анадья
- Бернард Вонг — Владим
- Гюгрон Киап — Муриак
- Кавель Кем — Алексеев
- Герасим Васильев — Мужук

## Награды
- Earth Grand Prix на международном кинофестивале в Токио[2].

## Прочее
- Роман Волк Николя Ванье, издательство «XO», 2008 ISBN 2-84-563257-6 на основе которого был снят фильм[1]
- Комикс Loup, 12 томов, октябрь 2009 ISBN 2-35-648107-9